# Probles kunashiricus
Probles kunashiricus là một loài tò vò trong họ Ichneumonidae.